# Daniela Döring
Daniela Döring (* 1966 in Annahütte) ist eine deutsche Ingenieurin. Seit 2008 ist sie Professorin für System- und Regelungstechnik  an der Brandenburgischen Technischen Universität Cottbus-Senftenberg.

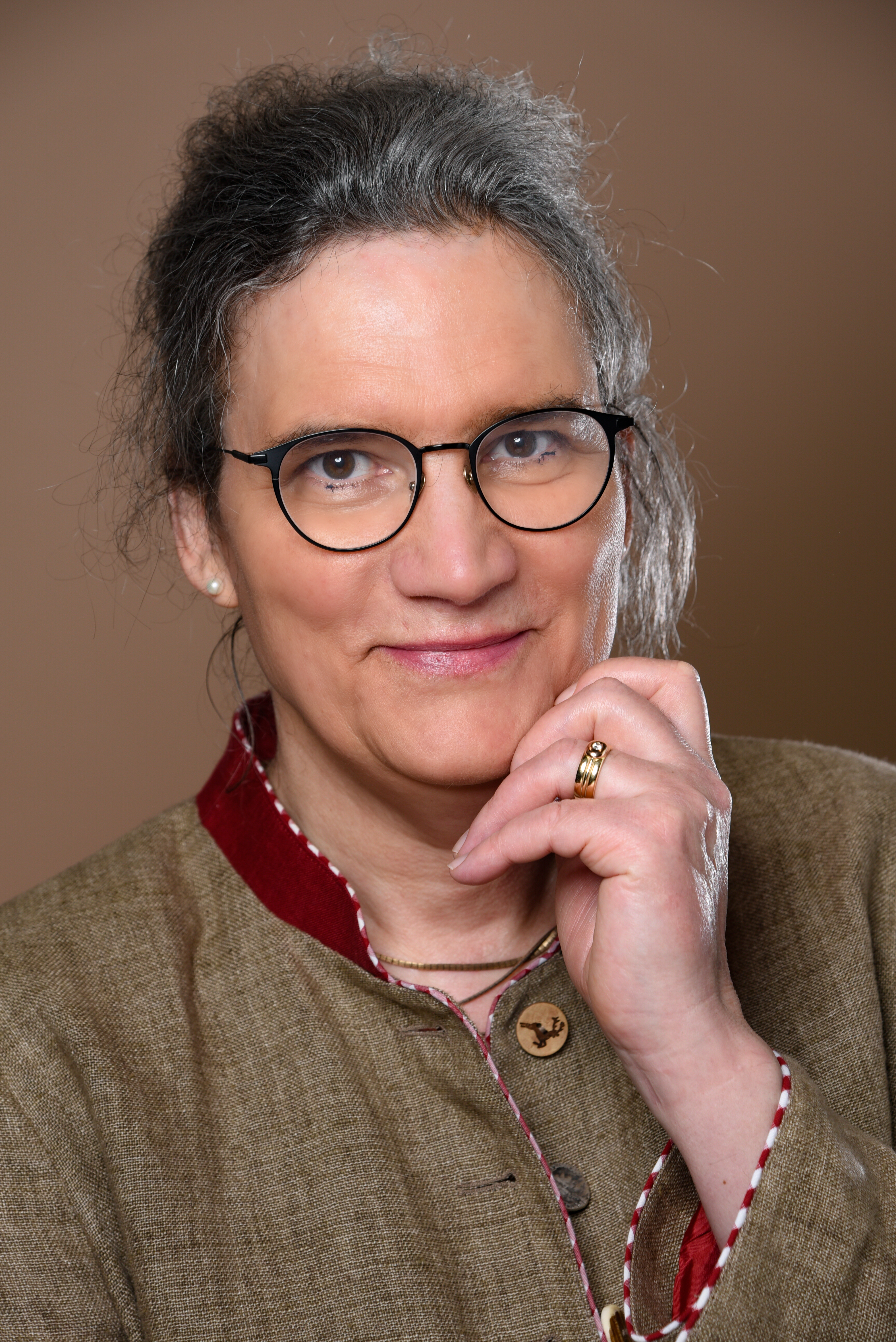
2024

## Herkunft und familiäres Umfeld
Döring wuchs in Senftenberg (Brandenburg) auf. Ihre Eltern sind der Physiker Wolf-Rüdiger Döring (* 1939 in Köln) und die Pharmazieingenieurin Jutta Antonia Döring (* 1941 in Schwarzheide). Ihr Großvater väterlicherseits war der Maschinenbauingenieur Rudolf Döring (1900–1985), der in den Jahren von 1933 bis 1959 Technischer Direktor des Baunkohlenkraftwerkes Concordia in Nachterstedt war. Ihr Zwillingsbruder ist Maik Döring, der seit 2018 Geschäftsführer der FEUMA Gastromaschinen GmbH (Gößnitz; Thüringen) ist.

## Leben
Daniela Döring studierte von 1989 bis 1994 an der Technischen Hochschule Leipzig (in einem universitären Studiengang) Ingenieurwissenschaften. Zu ihren akademischen Lehrern gehörten in dieser Zeit Siegfried Altmann, Herbert Ehrlich, Günter Stein, Klaus-Peter Schulze, Werner Kriesel, Klaus Steinbock u. a.
In den Jahren von 1994 bis 1998 arbeitete sie in einem Ingenieurplanungsbüro. Im Jahr 1998 wurde sie wissenschaftliche Mitarbeiterin bei Ulrich Korn an der Otto-von-Guericke-Universität in Magdeburg. An dieser Einrichtung promovierte sie 2004 auf dem Gebiet der nichtlinearen Regelungstheorie. Seit 2008 ist sie Professorin an der Brandenburgischen Technischen Universität Cottbus-Senftenberg (bis 30. Juni 2013 Hochschule Lausitz).

## Schriften
- Ein Beitrag zur Synthese von Gain-Schedulingreglern unter Nutzung normierter Gaußscher Radial-Basisfunktionen. Logos Verlag, Berlin 2004, ISBN 3-8325-0465-6 (zgl Dissertation Universität Magdeburg 2004)
- Eine kurze Einführung in die Systemtheorie. Lehr- und Übungsbuch. SpringerVieweg Verlag, Wiesbaden 2011, ISBN 978-3-8348-1429-6.